# Parlament Federalny Belgii
Parlament Federalny Belgii (niderl. Federaal Parlement van België, fr. Parlement fédéral belge) – główny organ władzy ustawodawczej na szczeblu federalnym w Belgii. Ma charakter bikameralny i składa się z Izby Reprezentantów oraz Senatu. 
Izbą niższą jest Izba Reprezentantów, w skład której wchodzi 150 członków wyłanianych w wyborach bezpośrednich, z zastosowaniem ordynacji proporcjonalnej. Senatorowie są wyłaniani na trzy sposoby: poprzez wybory bezpośrednie (40 miejsc w Senacie), wybory pośrednie (21 miejsc) oraz kooptację (10 miejsc). Daje to łączną liczbę 71 senatorów. Dodatkowo prawo do zasiadania w Senacie mają z urzędu dorosłe dzieci monarchy. Siedzibą obu izb jest Pałac Narodu w Brukseli. 

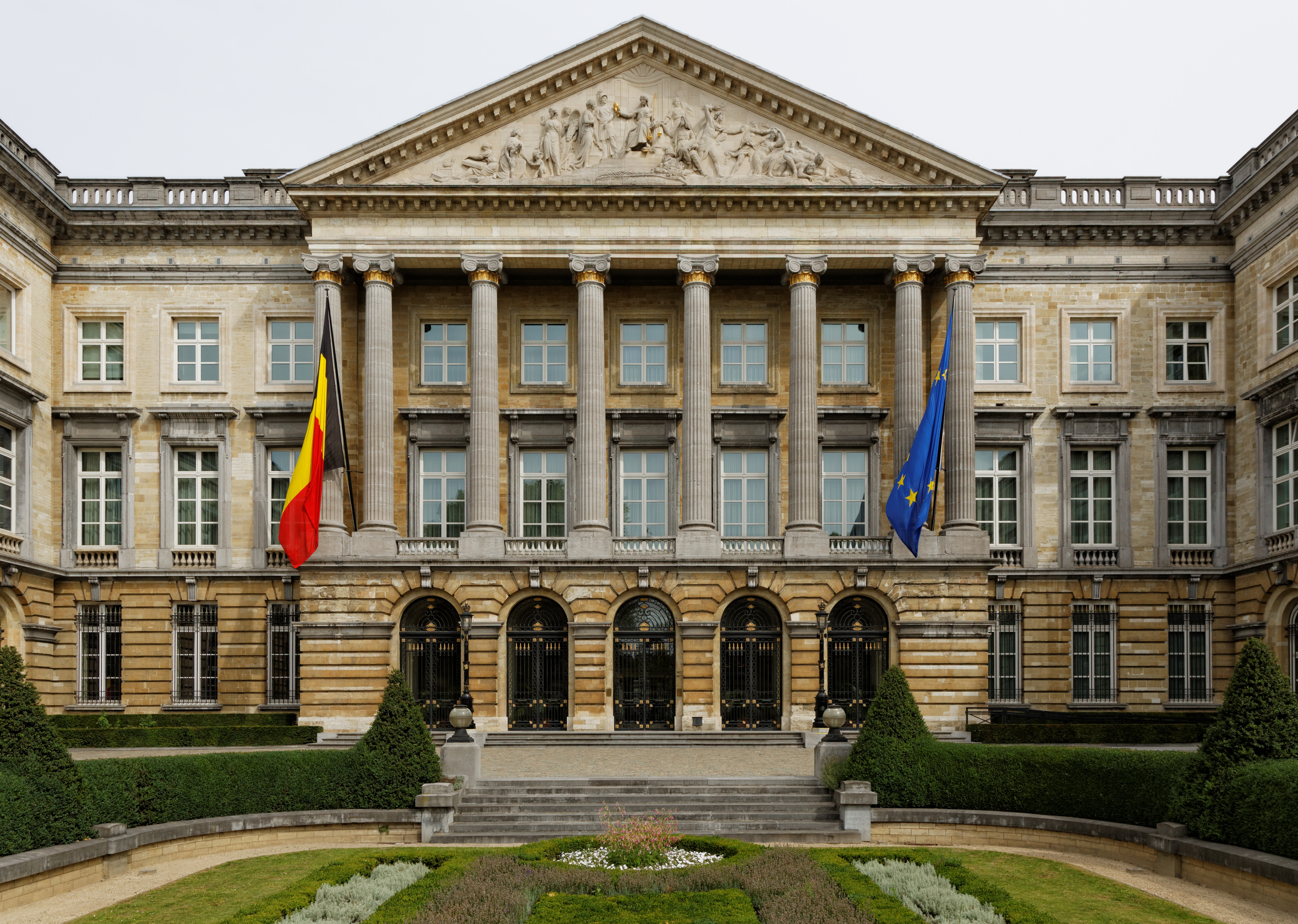
Pałac Narodu w Brukseli

W Belgii udział w wyborach jest obowiązkowy. Nieusprawiedliwiona absencja podlega karze grzywny lub skreślenia z rejestru wyborców.